# Geenpartijendemocratie
Een geenpartijendemocratie of partijloze democratie is een vorm van representatieve democratie waar volksvertegenwoordigers en gezagsdragers op eigen titel, dat wil zeggen niet als lid van een politieke partij, deel uitmaken van het politieke proces. De bedoeling is dat een politicus of staatsman zonder partijdwang kan functioneren. 
Het bekendste voorbeeld van een geenpartijendemocratie was Oeganda in de periode 1986 tot 2005. In een referendum in 2005 sprak een meerderheid van de bevolking zich uit voor de instelling van een meerpartijenstelsel. Een ander voorbeeld is de Amerikaanse staat Nebraska. Een nieuwe grondwet maakte van deze staat in 1934 een partijloze democratie met een parlement dat maar uit één Kamer bestaat, de Nebraska Legislature geheten. De 49 leden, aangeduid als senatoren, worden op eigen titel gekozen. In de praktijk behoren de meeste senatoren tot de Republikeinse Partij. Overigens worden kleine gemeenten in de VS op partijloze wijze bestuurd. Een voorbeeld van een grote gemeente die op partijloze wijze wordt bestuurd is Toronto (Canada). De Grote Libisch-Arabische Socialistische Volks-Jamahiriyah (1977-2011) was een partijloze staat. In de jamahiriyah bestond er ook daadwerkelijk een verbod op politieke partijen. President Gamal Abdel Nasser van Egypte verbood de vorming van politieke partijen tijdens diens regime. De Arabische Socialistische Unie (1962-1978) gold als massabeweging en niet als politieke partij. Politieke partijen pasten volgens Nasser niet in een Arabisch land als Egypte. Niettemin functioneerde de ASU in feite als politieke partij: alle parlementariërs en ministers moesten lid zijn van de ASU.
De Zwitserse kantons Appenzell Innerrhoden en Glarus zijn directe democratieën. De volksvergadering, de Landsgemeinde, bestaande uit alle volwassen inwoners van een kanton, functioneert als een soort volksparlement. Wel bestaan er in beide kantons parlementen waarvan de leden kunnen behoren tot een politieke partij, maar de invloed van deze parlementen is veel beperkter dan parlementen in een representatieve democratie. Deze vormen van partijloze, directe democratie in de betreffende kantons is al heel oud. Het klassieke model voor de partijloze democratie is echter de Atheense democratie (108-302 v.Chr.). 
De Italiaanse econoom Giuseppe Toniolo (1845-1918) bepleitte een partijloze democratie.
Kleine landen, meestal eilandstaatjes, zoals Nauru, Micronesië en Palau zijn partijloze democratieën. Uit praktische overwegingen zijn de parlementariërs partijloos. In theorie is politieke partijvorming gewoon toegestaan. Deze landen kiezen dus niet om ideologische redenen voor een partijloze staat. Veel golfstaten en dictaturen kennen geen politieke partijen. Niet omdat deze landen partijloze democratieën zijn, maar omdat de autocratische heersers partijvorming verbieden.
Tot halverwege de negentiende eeuw was het Nederlands Parlement partijloos. Er bestonden echter wel diverse fracties, maar die hadden een informeel karakter. Pas met de opkomst van de massapartijen, SDAP en ARP veranderde die situatie aan het einde van de negentiende eeuw.

## Verwijzingen
1. ↑  Ook: Partijloos systeem. Deze aanduiding kan beter gebruikt worden voor staten die geen politieke partijen kennen, maar zeker geen liberale democratie zijn. Vgl. Estado Novo (Portugal) (1933-1974), Libische Jamahiriyah (1977-2011).
2. ↑  Het democratisch gehalte van Oeganda in de periode 1986-2005 staat ter discussie.
3. ↑  Politieke partijen mochten in Oeganda blijven bestaan, maar hun openbare activiteiten waren zeer beperkt.
4. ↑  Bart Tromp: Een partijloze democratie. Of: het einde van de politieke partij?, De Gids 2000, p. 611. Gearchiveerd op 16 oktober 2021.
5. ↑  De Canadese provincies Northwest Territories en Nunavut kennen geen politieke partijen en worden via een consensusmodel bestuurd.
6. ↑  De Landrat (parlement) van Glarus bestaat geheel uit volksvertegenwoordigers die lid zijn van een politieke partij; de Grosser Rat van Appenzell Innerrhoden is geheel partijloos.
7. ↑  Democratie zonder partijen - Tijdschrift CD&V, jaargang 2017/ nr.:1. Gearchiveerd op 30 mei 2023.
8. ↑  Tromp 2000:609